# NGC 1432
NGC 1432 (другое обозначение — LBN 772) — отражательная туманность в созвездии Телец. Туманность находится вокруг звезды Майя в Плеядах.
Этот объект входит в число перечисленных в оригинальной редакции «Нового общего каталога».
Самая яркая область туманности находится к северо-северо-западу от звезды. NGC 1432 была обнаружена фотографически братьями Анри в Париже в 1885 году. Она является единственной туманностью Нового общего каталога, которую можно найти на их фотографии.